# Vlkyňa
Vlkyňa, dříve Velkyňa (maďarsky Velkenye), je obec na Slovensku v okrese Rimavská Sobota. Žije zde 389 obyvatel.

## Historie
První písemní zmínka o obci pochází z roku 1216. Její název se postupem času měnil. V letech 1938 až 1944 byla (na základě první vídeňské arbitráže) součástí  Maďarského království.

## Poloha
Obec se nachází ve nadmořské výšce 162 m, asi 2 km od maďarských hranic.